# Georg Moritz Lowitz

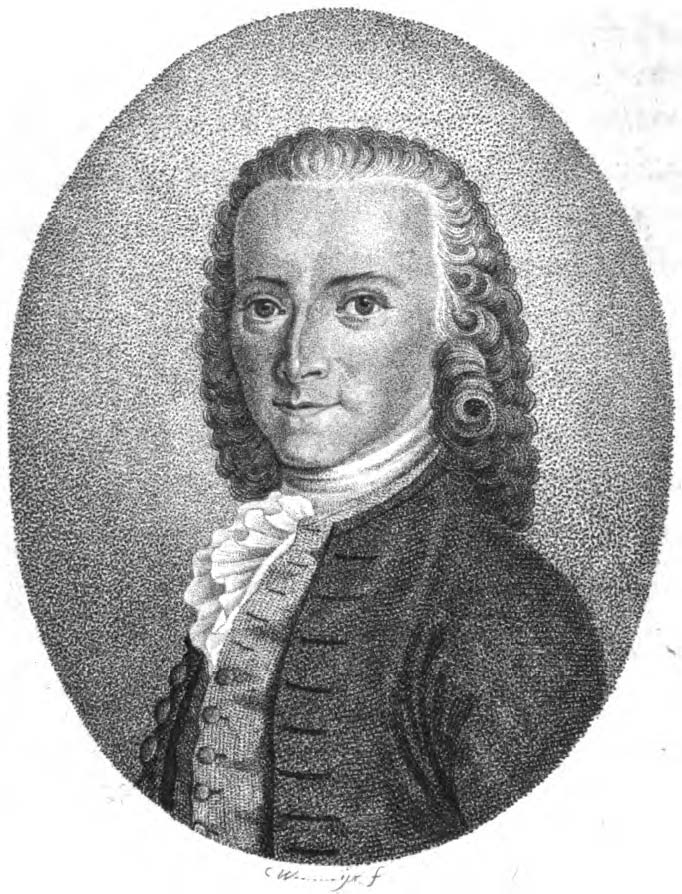
Georg Moriz Lowitz

Georg Moritz Lowitz (* 17. Februar 1722 in Fürth; † 24. August 1774 in Ilowlja, Russisches Kaiserreich) war ein Astronom und Geograph. Er war ein Schwager von Tobias Mayer. Sein Sohn war der Chemiker und Pharmazeut Johann Tobias Lowitz.

## Leben
1746 gründeten Johann Michael Franz (1700–1761), Tobias Mayer (1723–1762) und Lowitz die „Cosmographische Gesellschaft“ zur Förderung geographisch-astronomischer Beobachtungen. 1751 wurde er als Nachfolger von Johann Gabriel Doppelmayr Professor der Mathematik am Aegidianum und Leiter der Sternwarte in Nürnberg, 1755 Professor für praktische Mathematik an der Universität Göttingen und 1762 Leiter der Göttinger Sternwarte. 1767 wurde Lowitz Professor für Astronomie in Sankt Petersburg und Leiter einer der astronomischen Expeditionen der Sankt Petersburger Akademie der Wissenschaften, deren Mitglied er wurde. 1769 weilte er als Beobachter des Venustransits am Kaspischen Meer. Er wurde 1774 von aufständischen Kosaken unter Pugatschow ermordet.
Seit 1755 war er Mitglied der Göttinger Akademie der Wissenschaften.
Der Jurist und Mathematiker Karl Gottfried Pauer würdigte ihn 1751 in seinem Werk De orientatione seu Expositione situs regionis, in plano respectu plagarum mundi.

## Schriften
- Planiglobii Terrestris Mappa Universalis. Norimbergensibus : Homann Heredibus, 1746 (Digitalisat)
- Kurze Erklärung über zwei astronomische Karten von der Sonnen- oder Erdfinsternis den 25. Julius 1748. Homann, Nürnberg 1748.
- Beschreibung eines Quadrantens der zur Sternkunde und zu den Erdmessungen brauchbar ist: nebst der Einladung eine feyerliche Rede anzuhören, womit das öffentliche und ordentliche Lehr-Amt der mathematischen und astronomischen Wissenschaften antreten wird. Nürnberg 1752.
- Sammlung der Versuche, wodurch sich die Eigenschaften der Luft begreiflich machen, und ihre Würkungen erklaeren lassen. Nürnberg 1754.
- Auszug aus den Beobachtungen, welche zu Gurjef bey Gelegenheit des Durchgangs der Venus vorbey der Sonnenscheibe angestellt worden sind. Kayserlich Academie der Wissenschaften, St. Petersburg 1770.